# Niri'a Cuogai
Niri'a Cuogai (kinesiska: 尼日阿错改) är en sjö i Kina. Den ligger i provinsen Qinghai, i den nordvästra delen av landet, omkring 870 kilometer sydväst om provinshuvudstaden Xining. Niri'a Cuogai ligger 4 706 meter över havet. Arean är 35 kvadratkilometer. Trakten runt Niri'a Cuogai består i huvudsak av gräsmarker. Den sträcker sig 7,4 kilometer i nord-sydlig riktning, och 9,1 kilometer i öst-västlig riktning.